# Pic de Saint-Barthélemy
Pour les articles homonymes, voir Saint-Barthélemy.
Le pic de Saint-Barthélemy est le second sommet du massif de Tabe, situé dans les Pyrénées ariégeoises, avec une altitude de 2 348 m (derrière le pic de Soularac, 2 368 m), mais il en est le plus connu, pour des raisons historiques (mystiques et religieuses). Il est nommé en référence à l'apôtre saint Barthélemy.

## Toponymie
Le pic de Saint-Barthélemy porte ou a porté une multitude de dénominations dont : Tava (occitan « phonétique » latinisé, 1075, 1295), Mountanha dé Taba (occitan, 1350), Taburus Montis (latin, 1540), Tabe (français, 1609), Tabor (français, 1609, 1639, 1737…), montagne d'Appy (1783), montagne de Tabe.
Le nom du pic a toujours eu tendance à servir pour nommer le massif en entier, par un phénomène de confusion onomastique. De nos jours, le massif porte encore indifféremment les trois noms suivants : massif de Tabe, montagne de Tabe, et massif du Saint-Barthélemy. Le pic en lui-même porte aujourd'hui les deux noms suivants : pic de Saint-Barthélemy, qui est le nom officiel, utilisé en sciences (en cartographie notamment), et montagne de Tabe, utilisé localement et assez couramment.
La dénomination pic de Saint-Barthélemy ne date que de la fin du XVIIe siècle ou du début du XVIIIe siècle. La première apparition connue se trouve dans le mémoire de Maraldi (p. 237), et apparaît sous la forme Montagne de S. Barthelemi. Cette dénomination, appliquée au pic lui-même, semble faire suite à une dénomination préalable de ses étangs sous la forme étangs de Saint-Barthélemy attestée (en latin) dès 1639, et qui est la première apparition effective du nom du saint comme toponyme dans le massif.

## Géographie

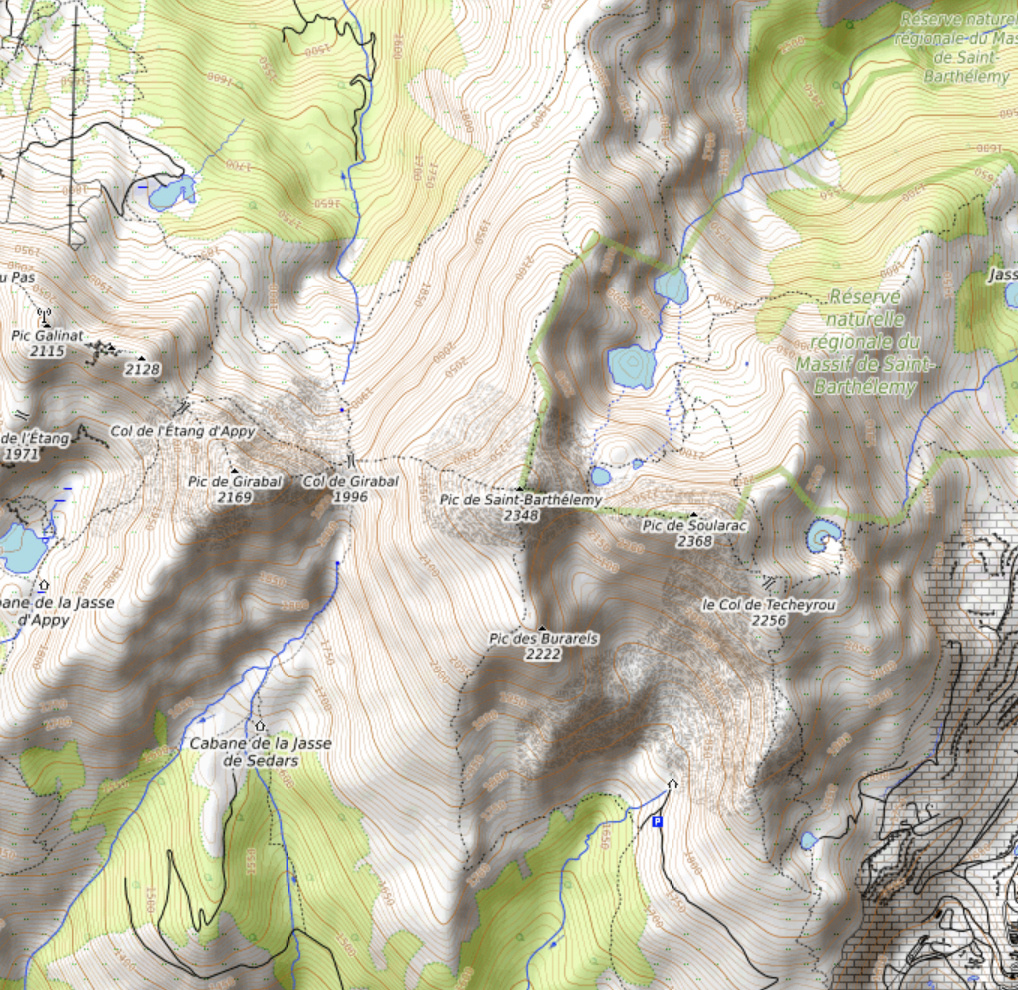
Carte topographique.

### Accès
- À partir de la station de ski des Monts d'Olmes (au nord-ouest, en 3h) via la Font de la Lauzate et le col de Girabal.
- À partir du village d'Appy (au sud-ouest, en 3h) via la Jasse de Sédars et le col de Girabal
- À partir de l'étang de Moulzoune (au nord, en 4h) via les mines de Fangas, Riplemoche et les crêtes de Pibert.
- À partir du vallon du Lasset (au nord-ouest) via les Gourgs (étangs) et le col du Trou de l'Ours.
- À partir de la carrière de talc de Trimouns (à l'est) par le col de la Peyre et le pic de Soularac.

### Topographie

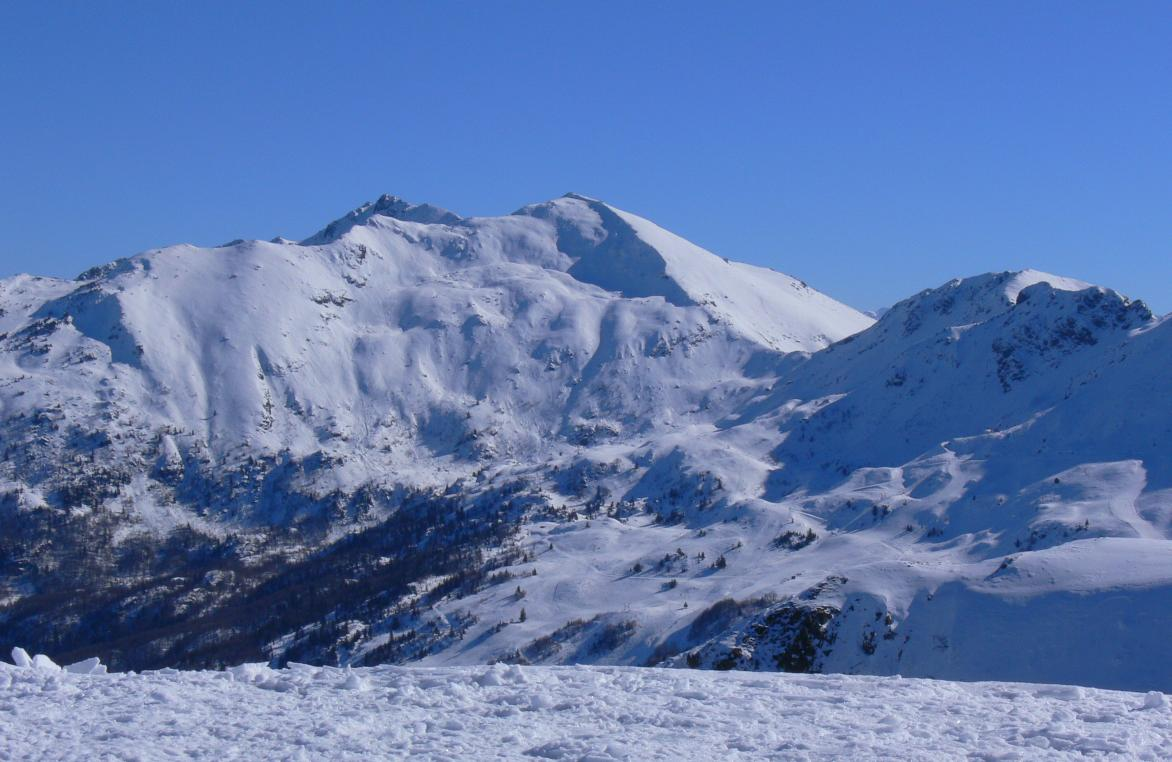
Le pic de Saint-Barthélemy (au centre) vu du mont Fourcat.

Le pic de Saint-Barthélemy, contrairement à son voisin le pic de Soularac tout en escarpements rocheux, est soutenu par quatre crêtes herbues en pente relativement douce. À l'est, se trouve le col du Trou de l'Ours, menant au pic de Soularac (distant de 820 m à vol d'oiseau), et à l'ouest se trouve le col de Girabal (1 996 m). Au sud, la crête descend en pente douce vers le pic des Bugarels, tandis qu'au nord s'étire la crête principale, en direction du roc de la Gourgue (1 818 m) et du Planas.

### Altimétrie et géodésie
En raison de sa position avancée dans la chaîne, le pic de Saint-Barthélemy fut toujours un point de premier ordre pour les opérations concernant l'altimétrie dans les Pyrénées. Il a été l'un des tout  premiers sommets pyrénéens (et probablement au monde) à être mesuré scientifiquement. Cette toute première mesure est l'œuvre de l'expédition de Jean-Dominique Cassini (Cassini Ier) et Maraldi en 1700-1701, dont le but était de décrire le méridien de Paris sur toute la longueur du Royaume, afin, principalement, de connaître la grandeur et la forme de la Terre. Le pic de Saint-Barthélemy partageait avec le Madrès et le Canigou la caractéristique d'être directement visible depuis l'extrémité septentrionale de la base mesurée dans le Roussillon, ce qui fait qu'il fut mesuré à cette occasion (d'autant que le Canigou passait pour être la plus haute montagne d'Europe). Le pic de Saint-Barthélemy fut observé le 5 décembre 1700 et le 18 février 1701, les mesures donnèrent 1 195 et 1 184 toises respectivement (soit 2 329 et 2 307 m). Une trentaine d'années plus tard, l'astronome montpelliérain François de Plantade lui trouva 2 319 m d'altitude par des observations géométriques et barométriques effectuées le 25 août 1731.
Les premières tentatives de nivellement systématique des sommets marquants de la chaîne eurent lieu entre 1787-1789 puis 1816-1817, sous l'action du géodésien Reboul aidé de l'astronome Vidal. Le but ici était d'essayer de déterminer une bonne fois pour toutes quel était le point culminant de la chaîne. Ici encore, le pic de Saint-Barthélemy est l'un des dix « sommets principaux » sur lesquels sont faites les observations les plus précises, et qui servent ensuite de référence pour la mesure des sommets secondaires. Les mesures, effectuées le 9 septembre 1789, fournirent l'altitude de 2 322,5 m pour le pic de Saint-Barthélemy. Le pic de Saint-Barthélemy servit également de signal pour les opérations menées entre 1792 et 1797 par Delambre et Méchain pour la nouvelle mesure du méridien de Paris en vue de définir la longueur du mètre.
Toutefois, malgré les indications (mont Saint-Barthélemy) de Méchain, ce n'est pas ce pic, mais son voisin le pic de Soularac qui a été utilisé dans la mesure de la Méridienne en vue de la définition du mètre, entre 1792 et 1797. De même, c'est le pic de Soularac qui a été mesuré par Cassini-I et Maraldi en 1700-1701, malgré l'indication de Montagne de S. Barthelemy.

### Cartographie
Les besoins de la cartographie sont bien plus grands, car il faut porter les détails du terrain sur la carte. Ici encore, le pic de Saint-Barthélemy joue les premiers rôles dès le début, puisqu'il fait partie des six seuls sommets pyrénéens à figurer sur la carte de triangulation établie par Cassini en 1744, en vue de l'établissement d'une future carte, même si au cours de cette campagne, les relevés des cartographes (qui ne tiennent pas compte des altitudes) furent restreintes aux zones de plaine. Ensuite, c'est un relevé complet avec nivellements, triangulations, relevés toponymiques qui est entrepris par les officiers géodésiens de l'état-major pour le compte du ministère de la Guerre, en vue de dresser la future carte au 1/80000e de la France, ancêtre direct de la carte d'état-major au 1/50000e. Dans les Pyrénées, ces opérations géodésiques et toponymiques sont menées à bien, entre 1825 et 1827, sous les ordres du lieutenant-colonel Corabeuf, par le capitaine Peytier et les lieutenants Testu et Hossard. La chaîne est triangulée au moyen de 22 sommets principaux, appelés « signaux de premier ordre » qui servent ensuite à repérer tous les autres détails (122 sommets de second ordre, puis, plus tard, quelques milliers de points du troisième ordre). Les mesures attribuent au « pic de Saint-Barthélemy, signal de premier ordre », la hauteur de 2 348,8 m qui restera valable jusqu'au milieu du XXe siècle, arrondie à 2 349 m sur les cartes. Le sommet du pic demeure l'un des « points de premier ordre » de la nouvelle triangulation de la France (NTF), et possède donc sa propre fiche signalétique NTF, ce qui explique la précision des coordonnées fournies dans l'encadré ci-dessus. La hauteur exacte du pic est fixée à 2 347,9 m, précision décimétrique.

## Histoire
Bien que second sommet du massif par l'altitude, le pic de Saint-Barthélemy en est le plus célèbre, notamment pour des raisons historiques : ce sommet fut en effet le cadre d'un culte solaire depuis des temps immémoriaux, et donnait lieu à des célébrations annuelles, où se rassemblaient les habitants des vallées voisines. Les cérémonies, solaires puis païennes, liées au commencement de l'automne, débutaient le soir, se poursuivaient dans la nuit et s'achevaient le lendemain matin, au lever du soleil, par des rites spécifiques. Bien que le département de l'Ariège soit relativement pauvre en ce domaine, les flancs du pic de Saint-Barthélemy sont riches en monuments mégalithiques, y compris jusque dans la zone sommitale, puisque le site du col de la Peyre comprenait un menhir, un étrange double cromlech (aujourd'hui recouvert par les remblais de la carrière de talc de Trimouns), et, selon certains, un dolmen (également recouvert). Ces cérémonies cultuelles païennes furent sans doute christianisées au moment de l'évangélisation durant le haut Moyen Âge.
La vie de saint Anastase (Anastase le Vénitien) mentionne que durant trois ans, entre 1082 et 1085, le saint homme se retira en ermite au sommet de la montagne et y bâtit un oratoire. Plusieurs chartes échelonnées entre 1316 et 1535 mentionnent « l'église Saint-Anastase qui est au sommet de la montagne ». La chapelle Saint-Anastase est encore mentionnée en 1672 dans un dénombrement du comté de Foix.

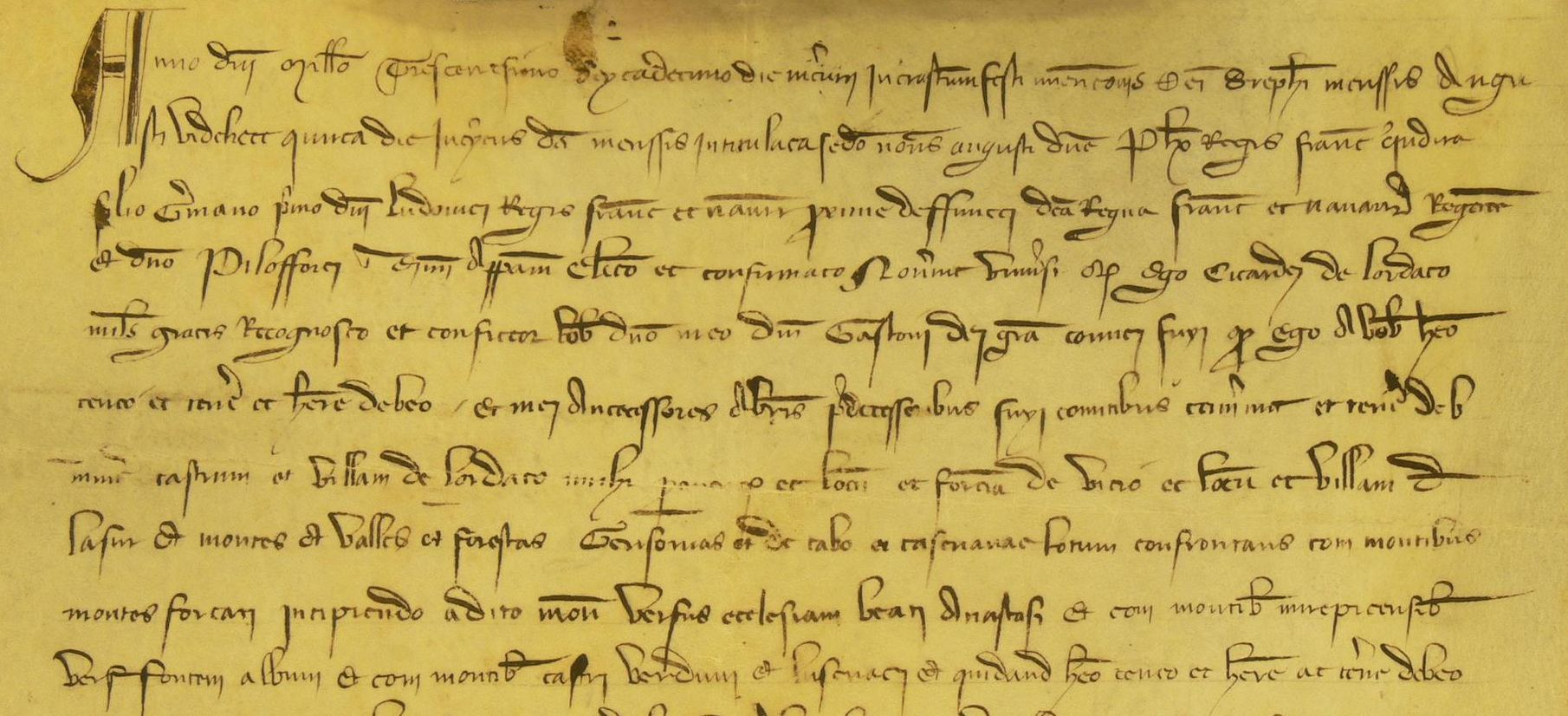
Extrait d'une charte (1316) de reconnaissance et hommage de Sicard de Lordat au comte Gaston II de Foix. « … teni de v(obis) unum castrum et villam de Lordano mihi ?? et locum et foresta de Vivro et locum et villam de Lasur et montes et valles et forestas Consonias et de tabo et casenaviac locum confrontans com montibus montes forcatum quonprendo a dito montum versus ecclesiam beati Anastasi et com montibum mirepicensibum versus fontem album et com montibum castrum verdunum et lusonacum… »

Un pèlerinage annuel ayant lieu le jour de la Saint-Barthélemy (24 août) est attesté depuis l'an 1600. La chapelle au sommet est alors mentionnée comme dédiée à saint Barthélemy. On note, fait assez inhabituel, que ce pèlerinage chrétien comprenait le fait de passer la nuit au sommet, d'assister au lever du soleil, et ce n'est qu'ensuite que se déroulait la messe matinale du 24 août, avec, là encore, une survivance de certains rites païens. Ce pèlerinage se maintint jusqu'à la fin du XVIIIe siècle, date vers laquelle une nouvelle chapelle Saint-Barthélemy, plus accessible, fut construite de l'autre côté de l'Ariège, à une dizaine de kilomètres vers le sud-ouest.
Le sommet du pic et l'étang du Diable niché en son flanc semblent former une sorte de dyade en tant que sanctuaire. D'une part, le sommet représente la composante sacrée, lumineuse et bénéfique, avec ses cultes solaires immémoriaux, accompagnés de libations liées à des traces de cultes de fécondité et de fertilité. Par la suite, ce culte est christianisé en un pèlerinage au Tabor, lieu de la Transfiguration du Christ en Palestine (dans un éclair de lumière), puis enfin, en un culte dédié à saint Barthélemy. D'autre part, l'étang sombre, perdu dans d'affreuses et stériles solitudes, est paré dans les croyances populaires, de pouvoirs maléfiques,, : il est considéré comme une « gueule d'Enfer » et supposé abriter le Démon sous ses eaux noires ; on le croit aussi une cheminée de volcan qui, dès qu'on en agite l'eau, crache des vapeurs sulfureuses qui enflamment l'air en déclenchant des orages meurtriers et vengeurs (selon les anciens dogmes chrétiens, les volcans sont considérés comme autant de cheminées communiquant avec les enfers).
Tous ces éléments, concernant les cultes et l'aménagement du sommet, sont largement relatés dans les diverses références anciennes ci-dessous, ainsi que dans de nombreuses autres à partir de la fin du XVIIIe siècle, mais qui, en général, ne font que citer ou reprendre les sources plus anciennes sans apporter d'éléments significatifs nouveaux.
Historiquement, la crête du massif et le sommet du pic matérialisaient un tronçon de la frontière entre le Languedoc et le comté de Foix, au tracé assez complexe dans ces parages. Selon Marcailhou d'Aymeric, les gros anneaux de fer aujourd'hui disparus que l'on trouvait sur ces crêtes, attestés dans les écrits des XVIe et XVIIe siècles, et qui ont été à l'origine de légendes spécifiques, étaient en fait des signes de bornages établis « à la suite des guerres carlovingiennes ». Telle est l'origine du nom col de Cadène (chaîne), situé à l'ouest du pic, sur la crête sommitale du massif.

## Protection environnementale
Le sommet du pic est en bordure du périmètre de la réserve naturelle régionale du massif de Saint-Barthélemy et inclus dans celui de deux zones naturelles d'intérêt écologique, faunistique et floristique : la ZNIEFF de type I « massif de Tabe - Saint-Barthélemy » et la ZNIEFF de type II « montagnes d'Olmes ».